# 三叉神经中脑核
三叉神经中脑核（Mesencephalic nucleus of trigeminal nerve），是三叉神经位于中脑的一个感觉核团，主管臉部的肌肉的本体感觉。与许多其他周圍神經系統的神经核团不同，三叉神经中脑核内的神经元不是依靠化学突触，而是依靠电突触来傳遞信息。该核团中的神经元是伪单极神经元，接受来自下颚的本体感觉信息，投射到三叉神经运动核，来调节下颚反射。另外中腦核也是周圍神經系統中，唯一將細胞本體保留於中樞神經的初級傳入神經（感覺神經），一般感覺神經的細胞核通常位於神經節中（如三叉神經節）。

## 外部連結
- 華盛頓大學